# 羅斯山 (蒂羅爾州)
47°27′19″N 11°46′50″E / 47.45528°N 11.78056°E

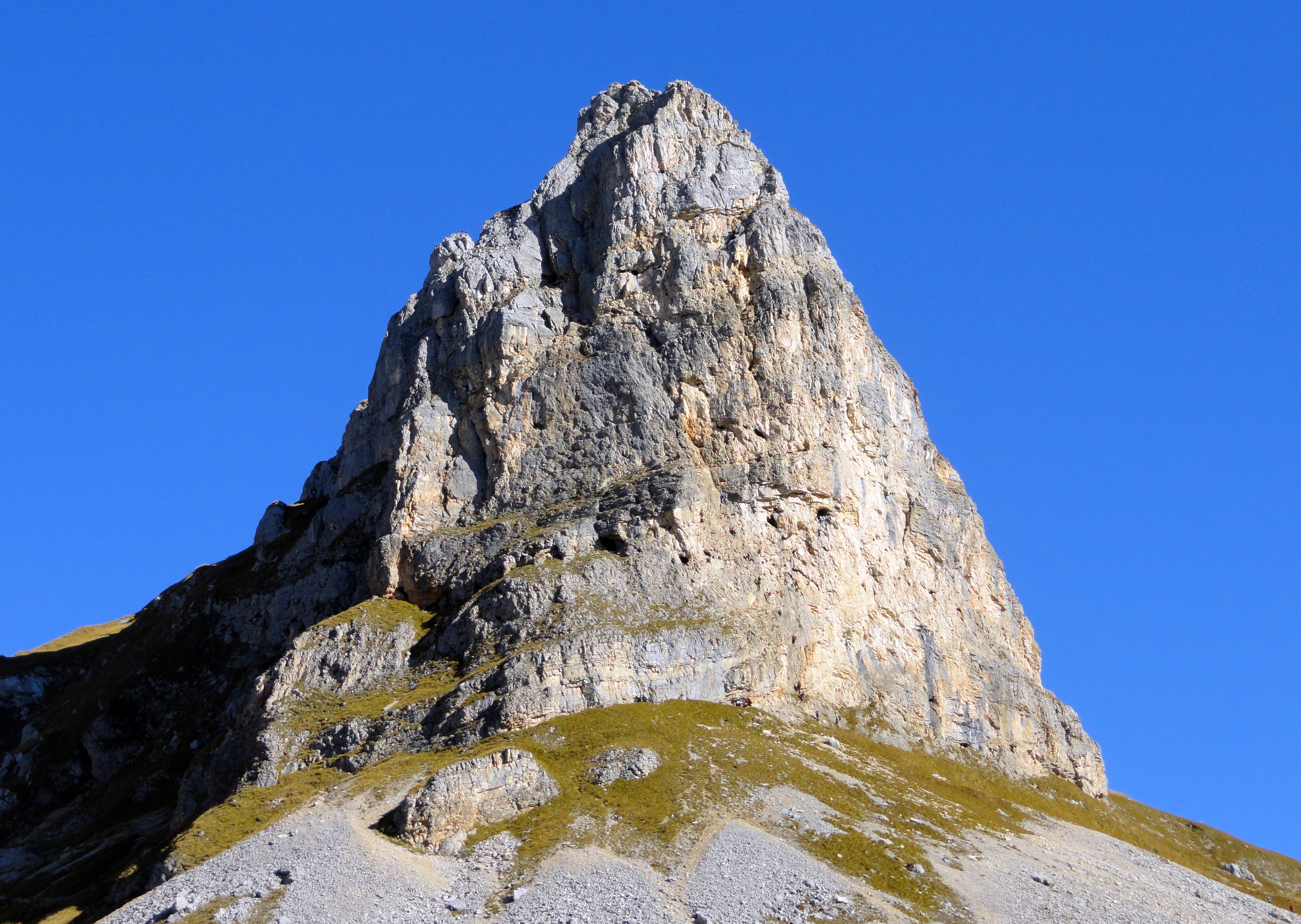

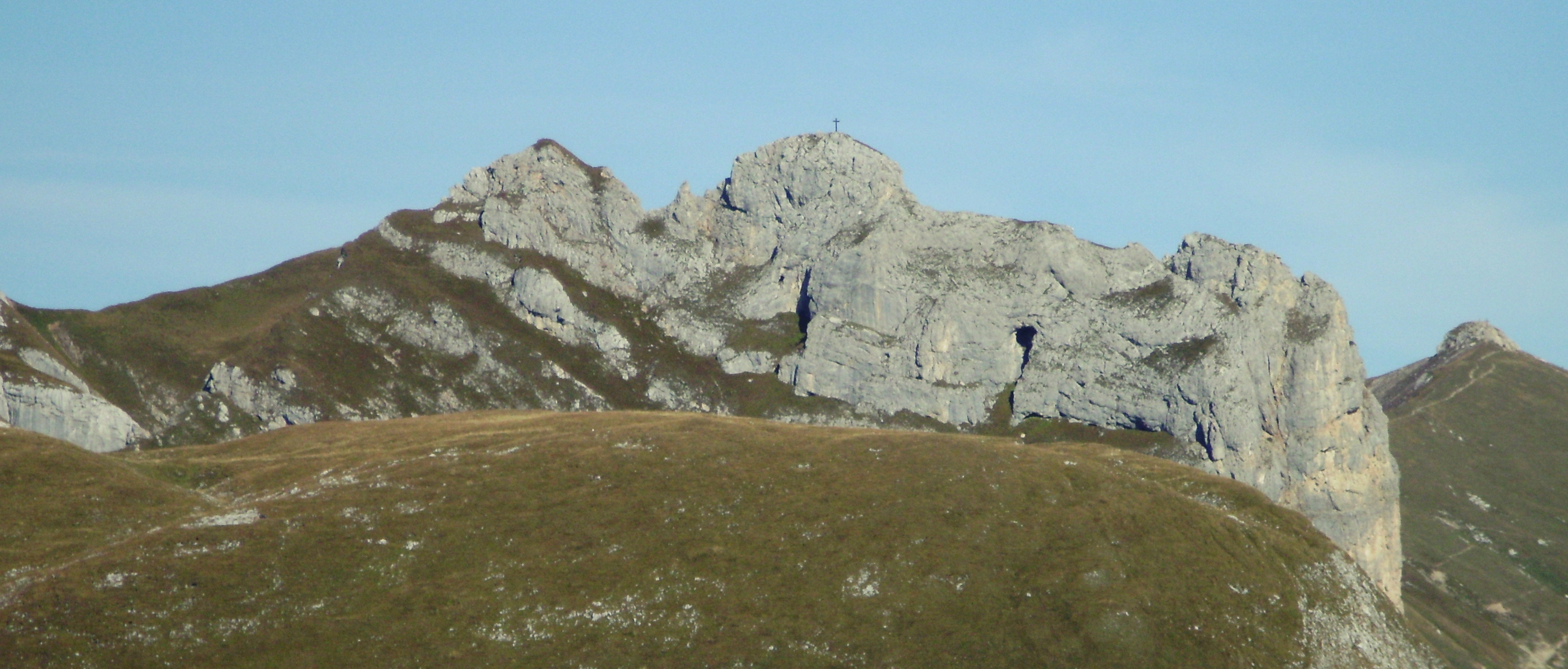

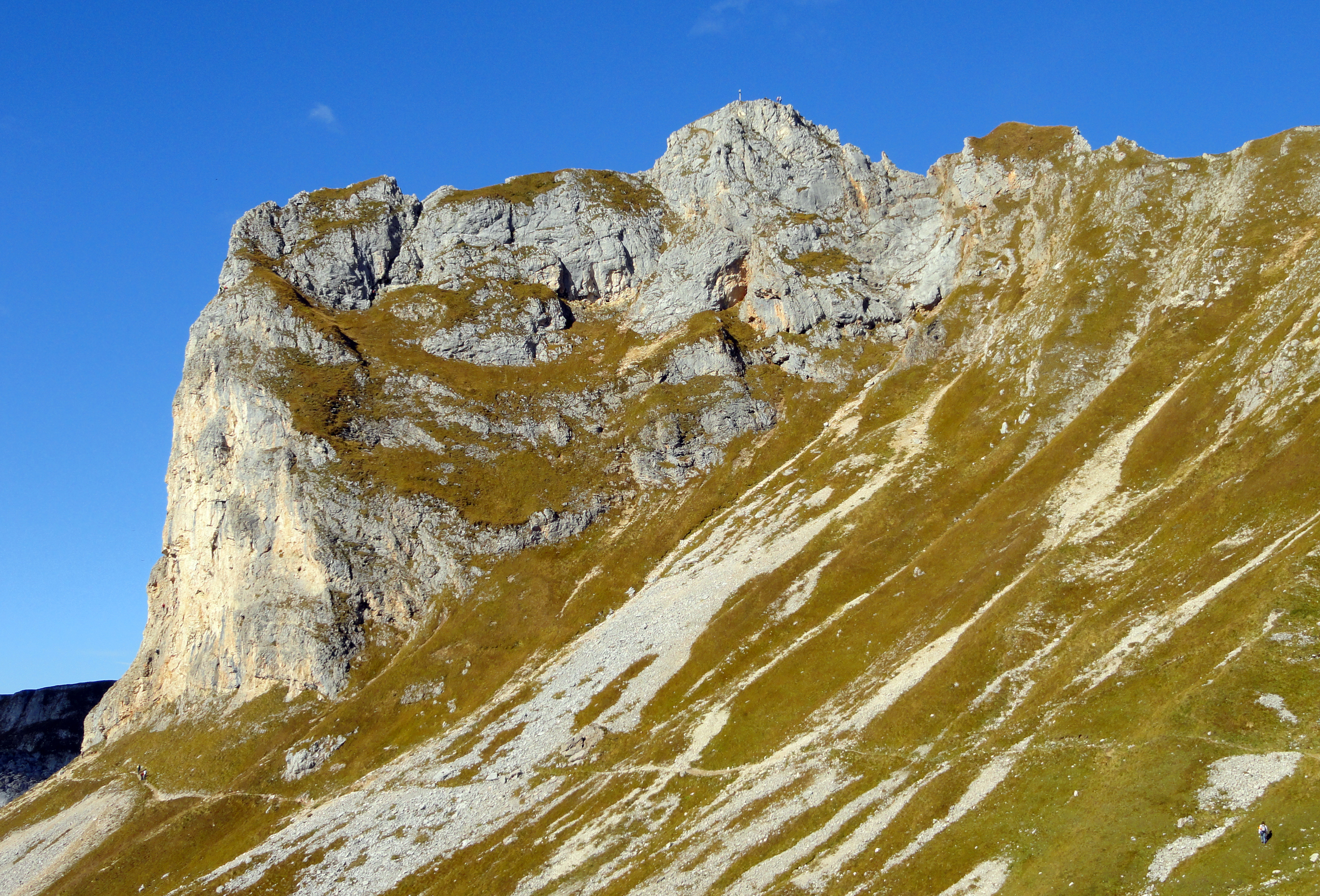

羅斯山（德語：Roßkopf），是奧地利的山峰，位於該國西部，由蒂羅爾州負責管轄，屬於布兰登贝格山的一部分，距離塞卡爾峰0.3公里，海拔高度2,257米。